# Антонівка (Чернігівська область)
Анто́нівка — село в Україні, у Чернігівській області, Прилуцькому районі. Входить до складу Варвинської селищної громади.

## Історія

### Перші поселення
Землі, що були розташовані на заплавних луках, зручних для тваринництва, приваблювали людей ще з давніх-давен. За п'ять кілометрів від села в урочищі «Лукомські кучугури» в шестидесяті роки XX століття археологи відкрили поселення епохи бронзи (ІІ тис до н. е.). За часів Київської Русі в межах села було давньоруське укріплене поселення. Залишки давнього валу ще й дотепер проглядаються на пагорбі поміж Свято-Покровською церквою і будинком зв'язку. Післямонгольський період характеризується запустінням цієї території.
Свідками давніх часів були 25 курганів, розташованих на відстані 2-3 км від села. Та, на жаль, вони були в XIX ст. розкопані за наказом пана Тарновського в пошуках скарбів. Всього в межах Антонівської волості налічувалось 45 курганів. Життя знову повернулося сюди наприкінці XVI століття. Саме в цей час починається заселення приудайських земель українським князем Вишневецьким. За переказами, збіглий від панської неволі селянин Антон поселився на пагорбі поміж річками Руда та Субота, що впадали в річку Удай, заснував хутір і оголосив себе козаком. Згодом навколо Антонового хутора стали поселятись козаки, так поступово й виникло село. За переказами, р. Субота була судноплавною, по ній ходили невеликі судна, а в Антонівці — була пристань. Нині висохлі русла двох річок оживають лише під час весняних повеней, до р. Удай від центру села — 3 км. На лівому березі р. Суботи було два хутори Пантюшин і Гаї, а нині ця територія знаходиться в межах села.
Село розташувалось п'ятикутником — п'ятьма довгими вулицями, до яких прилягають невеликі провулки. Вулиці носять давні історичні назви: Ковалівка, Мелашівка, Березняки, Примовка, Сади.

### Заснування села
У 1648 році с. Антонівка разом із селищем Варвою належала до Прилуцького козацького полку, з двома сотнями козаків, у яких нараховувалось 207 козаків (з околицями).
Належала до Журавської сотні.
У 1655 році, м. Прилуки з населеними пунктами, у які входили Варва і Антонівка, перейшли до брата майбутнього гетьмана Івана Виговського — Данила Виговського.
65 козацьких дворів у селі були підданими Якубовича Дем'яна Федоровича (?-1724).

### Відомі люди в Антонівці
Є свідчення, що в 1744 році саме в с. Антонівці прилуцький полковник Гнат Галаган зустрічав імператрицю Єлизавету Петрівну, яка під час поїздки Україною разом з графом Олексієм Розумовським проїжджала Лохвицьким шляхом, що проходить східніше Антонівки.
Багато легенд пов'язані з подіями Великої Північної війни початку XVIII століття. Через село пролягав шлях відступаючої армії шведського короля Карла ХІІ й загону гетьмана Івана Мазепи після поразки під Полтавою. Нібито, коли війська переправлялися через р. Руда, козаки впустили в річку скриню з гетьманськими речами. За переказами, через Антонівку проходила й московська армія Петра І. Серед жителів села знайшлось чимало козаків, що підтримали виступ Мазепи проти царя. За наказом Петра І спійманих бунтівників живцем закопували в землю. А заповзяті антонівчани й досі плекають надію знайти гетьманські скарби. На північно-східній околиці села до цих пір височить німий свідок тих буремних подій — «Шведська могила». Що в ній, ніхто вже не пам'ятає.
Після скасування полкового устрою належало до Пирятинського повіту Київського намісництва.
Є на мапі 1787 року
Станом на 1800 рік в селі проживало 1072 податкові душі.

### Володіння Тарновських
Наприкінці XVIII ст. російська цариця Катерина ІІ подарувала поудайські землі козацькому роду Тарновських, нащадки яких, успадкувавши Антонівку, володіли нею аж до 1917 року.
Першим володарем антонівських земель був Василь Васильович Тарновський (1783-1833), якому дуже сподобалась мальовнича горбиста місцевість і він вирішив оселитися тут, збудувавши маєток біля місця впадіння р. Суботи в р. Удай. Будинок маєтку був спочатку дерев'яним, але в подальшому, при сині — Тарновському Василю Васильовичу (старшому), було збудовано прекрасний двоповерховий будинок на 72 кімнати. Саме тут, у цьому будинку, 20 березня 1838 року й народився відомий на всю Україну майбутній меценат, колекціонер, майбутній власник с. Качанівки — Тарновський Василь Васильович (молодший) (1838—1899). Взагалі ж у шлюбі Тарновського Василя Васильовича (старшого) з Людмилою Володимирівною Юзефович (1813—1898) народилося двоє синів: Василь (1838—1899), Володимир (1840—1921) та донька Софія (1847—1899).
Діставши в 1854 році в спадщину великі маєтки свого бездітного дядька Григорія Степановича Тарновського на Чернігівщині, серед яких був і чудовий маєток у селі Качанівці, Тарновський Василь Васильович (старший) став володіти вже 12 тисячами десятин землі, розташованих у 12 економіях, серед яких були Антонівка, Лемешівка, Качанівка, Парафіївка, Згурівка та Тарновщина. Але найдужче він любив Антонівку, тому весь час у ній проживав. Василь Тарновський (старший) був великим патріотом рідної землі, цікавився історією, почав збирати колекцію предметів старовинного українського побуту та пам'яток козацької доби. Батькове захоплення старовиною передалось синові — Василю Васильовичу (молодшому). Коли Качанівка перейшла у володіння Василя Васильовича (молодшого), він перевіз з Антонівки батькову колекцію і все життя її примножував. Завдяки величезному ентузіазму, коштам і допомозі друзів, Тарновському вдалося створити найбільшу у світі колекцію українських старожитностей, колекцію портретів видатних козацьких ватажків та цінну історичну бібліотеку раритетів і стародруків. За його наказом у пошуках цінних речей було перекопано більшість курганів Антонівської волості.
У 1862 році у володарському та казенному селі Антонівка була церква та 392 двори де жило  2448 осіб (1208 чоловічої та 1240 жиночої статі)
У 1911 році у селі Антонівка була Покровська церква, земська та грамоти школи та жило  3579 осіб (1772 чоловічої та 1807 жіночої статі)
У подальшому Антонівка перейшла у володіння до іншого сина — Володимира Васильовича Тарновського (1840—1921). Саме на цей період припадає найбільший розквіт села й маєтку. В Антонівці родині Тарновських належало 700 десятин орної землі. Двоповерховий будинок Тарновського стояв на Примовці. Поряд був викопаний ставок, у якому цілий рік плавали чорні і білі лебеді. Помістя було оточене прекрасним фруктовим садом, від економії до р. Удай тягнувся парк, преважно сосновий. Натхненний прикладом брата, що перетворив Качанівку у квітучий маєток, Володимир Васильович виписав з Франції для догляду за садом і парком садівника Ранже. Ранже одружився з місцевою козачкою, яка, за переказами, була надзвичайно вродливою, і залишився жити в Антонівці. Його нащадки під прізвищем Ранжій і понині живуть у селі.
Тарновський Володимир Васильович був передовим паном, у його маєтку була збудована електростанція, млин, крупорушка. Крім сільського господарства, значну частину прибутків давав винний завод, збудований над Удаєм. Руїни цієї добротної цегляної двоповерхової будівлі височіли ще перед війною (Друга світова?). Завод працював на сировині з фруктів, вирощених у панському саду, і забезпечував роботою значну частину безземельних селян. Від центру села до маєтку та до «винниці» (так в селі прозвали винний завод) йшла рівна дорога, що була обсаджена бузком. Дорогу весь час рівняли. На заводі працювали в дві зміни: з 12 годин дня до 12 годин ночі і з 12 ночі до 12 дня. Заробітну плату платили залежно від кваліфікації робітника: від 50 коп. — до 1 крб. в день. Робочий день регламентувався управляючим. Селяни обробляли половину панської землі своєю робочою худобою (коні, воли) та примітивними знаряддями праці — косами, вила, граблями тощо. Більшість плугів були дерев'яними, хоча в заможних селян уже були косарки, молотарки.
Окрім панщини, селяни повинні були платити оброк і поземельний податок. За спогадами наймита Тарновського — Близнюка Никифора Олексійовича, 1889 року народження, що працював спочатку пастухом, а потім робочим: «Робочий день був від сходу сонця до пізньої ночі, а в літній період, ми з товаришами працювали — цілодобово. Спочатку Тарновський платив мені 13 крб. на рік, а коли виріс і став робочим, то платив 25 крб. на рік. Вихідних днів не було. Багато людей наймались на сезонні роботи, сезон тривав від Паски до Покрови. Сезонним працівникам платили — 20-25 крб. за сезон. Жив я і мої товариші спочатку в будці біля сараю, конюшні, потім була збудована поганенька хата, але постелі не було, спали на соломі. Сезонні працівники весь час проводили в полі, спали на возах у соломі. Харчування теж було погане, їдальні або якоїсь кухні не було, хліб випікали й страву варили наймити. Хліб був дуже поганий, супи теж. Часто, одержавши продукти, ми викидали їх, а викидали так, щоб бачив прикажчик або управляючий. Тоді вони нас били». Хоча загалом спогади про Тарновських у селі — позитивні. Кажуть, що старий Тарновський (Володимир Васильович) жив у своєму маєтку весь час. До селян ставився добре, платив непогано. На великі релігійні свята робив своїм робітникам подарунки. На день народження пана вчителі місцевої школи приводили до нього своїх учнів і вітали зі святом. Діти співали пісень, танцювали, а в знак подяки на кожного чекав подарунок.
До реформи 1861 року населення с. Антонівки ділилось на панських селян та козаків, що були особисто вільними, але не всі мали власну землю, а орендували її в пана. Більшість козаків проживали на центральній вулиці села — Ковалівці, вони мали свої адміністративні органи управління та старостат. Тут, звичайно, заправляли заможні козаки.
Внаслідок такого поділу в селі існувало дві управи: селянська і козацька. Всі питання розв'язувались на сходках по управах: про збір податей, оренду землі, вибори старости, сторожів. Сторожа обирали на рік, він зобов'язаний був відповідати за порядок на території села. Особливо ретельно він повинен був охороняти село вночі: нікого не впускати й нікого не випускати. Як він справлявся з таким завданням — невідомо, адже село мало чотири виїзди: до Макіївки, Усівки, Журавки і Богданів. Існувала в селі також ремонтна бригада, у розпорядженні якої був віз (зимою — сани) і лопати. Завданням бригади було — постійно підтримувати належний стан місцевих доріг, засипати ями, колії. Сторож і ремонтна бригада утримувалися за рахунок общини, кожен двір повинен був заплатити по дві копи з кожної культури на рік.
Якщо старший брат Тарновський захоплювався колекціонуванням, то молодший — Володимир Васильович — займався політикою і переймався державними справами. Він входив у державну комісію з проведення селянської реформи. Разом з передовими людьми того часу він виступав за звільнення селян із землею, за що завоював велику прихильність простого люду й неприязнь сусідів-поміщиків. Унаслідок реформи безземельні селяни Антонівки отримали по 2-3 десятини землі.

### Населення на початок ХХ століття
На початок XX століття Антонівка була вже великим волосним селом Лохвицького, а потім Пирятинського повіту Полтавської губернії. До складу Антонівської волості входили села: Журавка, Кулишівка, Усівка, Макіївка, Богдани. Для управління волостю вибиралась волосна управа, яка складалась з старости і писаря. При волості була кінна станція для зв'язку.
За даними архіву м. Прилуки, в 1900 році в селі налічувалось козацького населення — 2960 чоловік, з них безпосередньо козацьких господарств — 472, чоловіків — 1493, жінок — 1476. В їхньому користуванні було 4478 десятин 1715 кв. сажень. Селянських господарств було 97 (домогосподарів — 95), ревізьких душ — 192 чоловік (колишні кріпаки, що платили подушний податок). Всього чоловіків — 298, жінок — 282 душі, землі в їхньому користуванні було — 311 десятин 302 кв. саженів (це наділена паном земля) та власної землі було — 117 десятин. З цих даних випливає, що на початку XX ст., населення Антонівки становило — 3549 осіб, які проживали у 569 дворах і володіли 4906 десятинами 2018 кв. сажень землі. Як бачимо, більшість жителів були козаками, на кожного з яких припадало — до 10 десятин землі.
Станом на 1910 рік, населення села зросло до 3736 чоловік та 614 господарств, з них: козацьких — 473, селянських — 108, єврейських — 5, привілейованих — 20, непривілейованих — 8. Хороших земель у користуванні було — 4832 десятини, у тому числі орної — 3488 десятини. Всього під посівами — 3187 десятин. У селі проживало також 20 плотників, 20 шевців-чоловіків та 1 жінка-швачка, 3 чоботарі, 2 ковалі, ткачів — 32 жінки, візників — 3, поденщиків — 29 чоловіків та 9 жінок, зажинщиків — 40 чоловіків та 47 жінок, інтелігентів — 15 чоловіків та 3 жінки, інших спеціальностей — 173 чоловіків та 180 жінок (наймитів).
Революція 1905—1907 років особливих згадок в селі не залишила, пройшла спокійно. Зате після революції грянули великі зміни. В. Тарновський був членом Державної Думи (якого скликання — невідомо). Старожили села свідчили, що саме в цей час старий Тарновський почав продавати свої землі і маєтки, грати в карти і пити, у результаті помер у м. Прилуках під парканом. Але зазначені відомості — можуть бути витвіром уяви селян.
Столипінська аграрна реформа радикально змінила обличчя села. Незважаючи на те, що багато безземельних сімей виїхали на Далекий Схід у пошуках кращої долі, кількість господарств зросла — до 911, всієї землі — 5940 десятин. Відбулося значне розшарування селянства. Окрім Тарновського, великими землевласниками стали: Дрожнович і два брати Климовичі, які мали по 300 десятин землі. Селянам з'явилась можливість виділятися з общини та переселятися на хутори і «відруби». Цією можливістю скористалося — до 30 сімей. Серед них — Сіромолот Семен Пилипович (117 десятин землі), Климов Кирило Кирилович (100 дес.), Омельяненко Павло Петрович (58 дес.), Москаленко Пилип Терентійович (45 дес.), Сіромолот Іван Пилипович (36 дес.), Сіромолот Семен Пилипович (36 дес.), священник Болгарський Іван Федорович (30 дес.), Якименко Олексій Григорович (29 дес.), Болгарський Юлій Семенович (14 дес.), Сокальський Олександр Всеволодович (17 дес.), Трікар Марія Іванівна та її син Микола Антонович (за національністю — німці) мали — 24 десятини. Всього ж господарств, що мали більше 20 десятин землі було — 73, землі мали — 1776 дес. Заможні селяни здавали біднішим односельцям землю в оренду (по 78 коп. золотом з дес.), або ж з половини.

### Визвольні змагання
1917 рік став переломним для роду Тарновських та їх родового маєтку. Більшовицьке гасло «Бий експлуататорів та грабуй награбоване» якнайповніше втілився в Антонівці. В обстановці хаосу та безвладдя, що запанували в країні, власники змушені були залишити напризволяще маєток і винний завод, сподіваючись на здоровий глузд селян. Але їх надії були марними — антонівчани відразу ж накинулись на безгоспне добро, ламаючи й руйнуючи все на своєму шляху. Після повного розорення маєток і ґуральня були спалені. На сьогодні не залишилось навіть фундаментів тих, колись величних, будівель, бо підприємливі селяни, ще півстоліття по тому розбирали цеглу на будівництво фундаментів власних осель.
Під час визвольних змагань село декілька разів було окуповане більшовиками, денікінцями та махновцями, які реквізували хліб у селян.
У січні 1918 року владу захопили більшовики, проте в перші ж дні після цього їх було вигнано військами УНР, після цього село окупували денікінці та ще кілька років йшла боротьба між різними військами за цей регіон. Остаточно червону окупацію було встановлено у квітні 1920 року.
Більшовицькі комнезами, які були утворені з місцевих маргіналів, конфіскували насильницькими методами землю у селям — їх дії викликали шалений спротив. У ніч на 20 серпня 1921 року ставленика червоних окупантів Фесенка Г. П. було вбито, а його тіло четвертовано. Його могила і пам'ятник досі стоять у центрі села.
Більшовики не мали міцної підтримки серед місцевих жителів, тому на села присилали партійців, завданням яких було створення комнезамів і партійних осередків. В Антонівку було прислано росіянина-більшовика Васильєва, який і очолив перший більшовицький осередок у 1921 р., що налічував 10 чоловік. Зробивши свою справу, Васильєв залишив село, а секретарем був обраний Кириндас.

### Радянське будівництво
У 1923 році, після утворення СРСР, була проведена адміністративна реформа, волості ліквідували. У березні 1923 в Антонівці була створена сільська рада. Населення села становило — 4257 жителів.
У 1925 році, Прилуцький окружком, якому підпорядковувалось село, дав вказівку створити в Антонівці комсомольську організацію. Варвинський райком партії доручив цю справу Раєвському Павлу Григоровичу, якому на той час виповнилося 22 роки. Він створив ініціативну групу, якій з квітня по жовтень вдалося загітувати ще декількох чоловік. У жовтні 1925 року, Прилуцький окружком затвердив комсомольську організацію в с. Антонівці у складі 10 комсомольців (Раєвський Павло Григорович, Рубін Михайло Борисович, Малиш Андрій Сергійович, Діденко Микола Омелянович, Фесенко Дмитро Тихонович та інших). Ці дві організації стали опорою волвиконкому в боротьбі проти заможних селян: допомагали ділити землю, придушувати спротив населення, проводити реквізиції хліба. Але були і позитивні моменти: вони організували клуб, ставили самодіяльні концерти, допомагали проводити ліквідацію неграмотності серед селян.
У роки НЕПу — Антонівка процвітала, була великим заможним селом Варвинського району. Але розквіт був тимчасовим. Сталінське керівництво прагнуло перетворити країну у могутню військово-тоталітарну державу. Для цього необхідно було наростити промисловий потенціал, кошти ж на індустріалізацію вирішили накопичити за рахунок пограбування селян. У 1928 році НЕП було згорнуто. Почався наступ на індивідуальні селянські господарства. Спочатку на село був накладений такий податок, що нагадувала сумнозвісну продрозкладку часів «воєнного комунізму». Селяни відмовлялися здавати хліб, і тоді на село потяглися валки продзагонів, що проводили тотальні реквізиції хліба. Меч реквізицій упав на середнє та заможне селянство, яке чинило шалений опір безглуздій політиці. Душивши заможне селянство, влада в той же час намагалася привернути до себе найбідніші верстви населення, активно пропагуючи переваги колективного господарювання. В січні 1929 року, в Антонівці було утворено два ТСОЗ, у які першими вступили Синчило Тимофій Титович, Нічик Сергій Ульянович, Миколенко Іван Тихонович, Пуштарик Каленик Іванович, Кияшенко Степан Федорович, Раєвський Павло Григорович, Діденко Семен Сидорович. Ці товариства об'єднували 200 га землі. У березні 1930 року, на базі двох ТСОЗів було утворено колгосп, який отримав назву «1 Травня».
Першим головою колгоспу став Нечай Кирило Якович. Через три місяці було проведено перевибори, головою став Раєвський Павло Григорович, секретарем — Сенчук. Колгосп мав 200 га орної землі, 6 корів, 10 свиней та 20 голів коней. Першою дояркою була Хабло Віра. У 1930 році, більшовицька влада перейшла від обмеження заможного селянства до «ліквідації куркульства, як класу». Нам уже ніколи не відновити страшну картину лихоліть, що випали на долю українського села, не усвідомити вповні масштаби трагедії нашого народу. Колективізацією, голодомором, за короткий час було знищено основного носія генофонду українського народу — селянина-господаря. Антонівка не стала винятком. Сухі цифри говорять самі за себе: у 1923 році, коли утворювалась сільська Рада, в Антонівці проживало — 4257 осіб, а вже на весну 1933 року, коли колективізацію в основному було завершено, у селі налічувалось 973 двори з населенням — 3102 особи (тобто менше на 1155!). Місцева влада хвацько звітувала: «за час розкулачки було розкулачено і спродано куркулів і їх прихвостнів 107 господарств». Під час організованого радянською владою Голодомору 1932—1933 років померло щонайменше 234 жителі села.
У 1934 році, у зв'язку з суцільною колективізацією, комнезами було розпущено, колгоспи розукрупнено. На базі колгоспу «1 Травня» було утворено три колгоспи: колгосп імені Ворошилова, голова — Клименко Сергій Костянтинович, землі — 1670,4 га. (Ковалівка, Березняки), колгосп «Більшовик», голова — Горох Григорій Максимович, землі — 1788,3 га. (Мелашівка, Центр, Сади), колгосп «1 Травня», голова — Мироненко Федір Микитович, землі — 2055,4 га (Примовка). Перший колгосп обслуговував трактор з Варвинської МТС. У 1932 році було утворено Журавську МТС, яка обслуговувала і Антонівські колгоспи. Але сільськогосподарської техніки катастрофічно не вистачало, більшість робіт виконувалось вручну. В той час, коли держава не змогла надати гідну оплату працівникам, поширилися різні почини, змагання. Так, першою трактористкою у Варвинському районі стала антонівчанка — Близнюк Євдокія Никифорівна, депутатом Верховної Ради СРСР у 1937 році стає малограмотна колгоспниця — Шолом Палажка Євдокимівна (1910—1969), яка в 30-ті роки була ланковою в колгоспі ім. Ворошилова та за високі врожаї махорки була вибрана депутатом.

### Післявоєнна відбудова
Відразу після російської реокупації, було відновлено органи радянської влади і колгоспи. Сільрада знаходилась у приміщенні аптеки. Життя селян не полегшало, бо на їх плечі ліг величезний тягар поставок фронту хліба, молока, м'яса, яєць, а підприємства — сировиною. Працювати доводилось вдень і вночі, одночасно відбудовуючи колгоспи. Не встигли зіп'ястись на ноги, — нова біда прийшла на село — примара голоду 1946 року. Величезні плани хлібозаготівель і податки на особисті господарства поглиблювали і без того тяжке становище селян. На щастя, до масштабів жаху 1932-33 років було далеко — хоча люди дуже бідували, голодних смертей старожили не пригадують.
Ціною величезних зусиль в селі починається налагоджуватися життя: повернулися дівчата, забрані на роботи до Німеччини, потім і фронтовики, що залишилися в живих. В колгоспах прибавилось робочих рук. І знову пішли рекорди — у 1949 році Постановою Верховної Ради СРСР за високі врожаї махорки колгоспникам: Візир Горпині Федорівні (1900—1978), Волик Марії Кіндратівні (1905—1966), Андрієнко Уляні Степанівні, Євтушенко Вірі Євдокимівні та Воліку Трохиму Арсентійовичу було присвоєно звання Героїв Соціалістичної Праці. Всі вони працювали в колгоспі ім. Ворошилова, де головувала відома людина — Шолом Палажка Євдокимівна.
У 1950 році, колгоспи було укрупнено, тому на базі трьох колгоспів було утворено один, який спочатку носив ім'я Ворошилова. Першим головою об'єднаного колгоспу була Шолом П. Є. Господарство налічувало 5520 га землі, у тому числі орної — 3574 га, сіножатей і пасовищ — 676 га, садів —46,9 га, лісів, чагарників — 382,5 га, непридатних земель — 558,4 га та 2157 колгоспників. Присадибних земель було всього — 239,1 га. Вирощували: жито, пшеницю, овес, ячмінь, віку, горох, просо, махорку, м'яту, рижій, цукровий буряк, кукурудзу, картоплю, городні культури. З 1946 р. по 1963 рік, у колгоспі було побудовано 6 корівників, загальною площею — 3585,2 кв.м, 5 свинарників (1814,3 кв.м), 3 конюшні (458,3 кв.м), 3 пташники (398,5 кв.м) та 4 кормозапарники (154,8 кв.м).
Наприкінці 50-х років, господарство було перейменовано на колгосп «1 Травня». На той час, за переписом населення 1959 року, у с. Антонівка проживало 2397 осіб, з них чоловіків — 1009, жінок — 1334. На 01.01.1963 року, у селі було — 725 дворів, а населення — 2281 особа (947 чоловіків і 1334 жінок). Соціальний стан: 250 осіб працювало в промисловості, 5 — на будівництві, 2157 — в сільському господарстві, 6 — в торгівлі, 31 — в освіті, 50 — в медицині,3 — в галузі культури та 3 — на держслужбі.
У колгоспі була одна тракторна бригада — 15 тракторів, 63 трактористи; 10 вантажних машин — 19 шоферів, 6 комбайнів. Розвинуте було тваринництво: ВРХ — 1582 голови, коней — 271, свиней — 1684 — овець 593, птиці — 2884, бджолосімей — 75. Селяни за тяжку самовіддану працю отримували на трудодні — копійки. Про це свідчить статистика: в 1960 р. на 1 трудодень видано натурою -1,1 кг, грошима — 42 коп, 1961 р. — 1,2 кг. і 65 коп., 1962 — 1,3 кг і 68 коп. Хоча жити стало трохи легше, бо зменшився податковий тягар, правда лише для 240 господарств, та припинено, нарешті, випуск здирницьких облігацій державної позики, які селян змушували купляти. Жителі Антонівки з 1946 по 1959 рр. купили облігації на суму 300 000 крб. У 1963 році в селі, де більшість людей були зрілого віку. пенсії отримували всього — 203 особи. В 1956 році було збудоване приміщення для місцевої електростанції, площею 120,8 м кв., яка забезпечувала електроенергією ферми, держустанови та 80 селянських господарств в центрі села. У селі було чотири телефонні точки, своя колгоспна трансляційна радіостанція, 657 радіоточок. Кожного ранку село слухало місцеву радіогазету, новини району та країни. Дороги були ґрунтові, регулярного транспортного сполучення з райцентром та іншими містами не було. В 1969 році почалася загальна електрифікація села. Механізувалась робота на фермах, а їх в селі було — дві. На полях були прокладені зрошувальні системи.

### Колгосп в 1970—1980 роки
У 70-80 роки за невтомну працю в колгоспі «1 Травня» багато односельців були удостоєні високих урядових нагород. Серед них: Катерина Федорівна Масич — ордени Леніна, Трудового Червоного Прапора, Жовтневої Революції, їй присвоєно звання заслуженого працівника сільського господарства. Віра Сергіївна Михайленко — орден Жовтневої Революції, Марія Павлівна Хлупнова, Іван Максимович Михайленко, Іван Тимофійович Педорич, Пелагея Прокопівна Іваненко — ордени Трудового Червоного Прапора, Микола Павлович Радченко, Валерій Михайлович Анісімов, Яків Григорович Мартиненко були нагороджені орденом Трудової Слави ІІІ ступеня.
У 1982 році керівництво держави, враховуючи катастрофічну ситуацію, що склалася на селі, прийняли «Продовольчу програму». Це була комплексна програма соціального розвитку села з метою подолання прірви, що утворилась між умовами проживання міських жителів і селян. Згідно з цією програмою, у 80-ті роки в Антонівці постали грандіозні споруди — Будинок культури на 350 місць, дитячий садок-ясла на 90 місць, лазня. Було налагоджене регулярне транспортне сполучення з м. Прилуки. Але було вже запізно, у селі проживало вже менше 1000 осіб, і то це були переважно люди пенсійного віку. Колись могутній колгосп — занепав. Молодь масово відбувала в міста, школу відвідувало менше 100 дітей з двох сіл — Макіївки й Антонівки.

### Антонівка за часів Незалежності
Колись велике квітуче село поступово згасало. Не поліпшилася ситуація і зі здобуттям Україною незалежності. 90-ті роки були важкими для всієї країни, не стала винятком і Антонівка. Могутній колгосп, що колись виплекав п'ять Героїв, — розвалився, наче картковий будинок, залишивши селян без засобів існування. Не чути було дзвінких дитячих голосів на подвір'ї нового двоповерхового дитячого садочку, спорожнів двір лікарні, відомої колись на всю область, сиротливо дивилася на світ вибитими шибками лазня. Зникло транспортне сполучення з навколишніми містами, закрилися магазини.
Зрушення почалися наприкінці 90-х років. Першою почала відродження окраса села — Свято-Покровська церква. На пожертви селян та прихожан почалася реставрація храму, яка, з перервами, триває і дотепер. Дуже вагомим внеском до реставрації церкви був подарунок від Кисленко Василя Васильовича, який народився у с. Антонівка 03.04.1953 року. В середині 90-х років минулого століття він подарував дзвін для церкви. Замість кооперативних відкрились приватні магазини (Якименко О. Ю., Макієнко В. І.), було налагоджено регулярне автобусне сполучення з райцентром Варвою і м. Прилуки. У 2001 році проведене розпаювання і приватизація земель колгоспу, у 2006 році сертифікати на наділи отримали і працівники соціальної сфери села (по 2 га).
На місці колгоспу «1 Травня» спочатку було утворене ТОВ «Хлібороб» (Кисленко В.), потім — ТОВ «Антонівське», керівник — Ігнатенко І. І., але масштаби господарства весь час зменшувались, поки у товариства не відібрали останніх корів в рахунок погашення кредиту у 2004 році. Майно разом з паями перейшло до ТОВ «Десна». У 2006 році, після банкрутства ТОВ «Десна», з села вивезли всю велику рогату худобу, а остання ферма — зачинилася.
Новий господар — ТОВ «Цукровик», що об'єднало майже всі паї селян, на меті має тільки прибутки, не задумуючись про створення робочих місць, хоча матеріально село підтримує. В результаті, більшість молодої здорової робочої сили, шукає заробітку в світах.
Нову надію на відродження отримала Антонівка в 2006 році, коли почав втілюватися в життя проєкт газифікації села. За рахунок держави, з боку с. Богданів до Антонівки, було прокладено лінію газопроводу і 18 жовтня 2007 року в модульній котельні школи запалав перший блакитний вогник. Для газифікації самого села був створений кооператив «Антонівський» на чолі з Марченком А. Г. До кінця 2008 року було газифіковано вже майже 150 сільських осель. Велика заслуга в цій справі була також з боку тодішнього голови села — Токаренко Г. І. Наприкінці 2008 року було поновлене асфальтове покриття до центру села.
Вже на початок 2014-15 років село починає відроджуватись, у селі проводяться святкування на Покрову (14 жовтня), відбувається футбольний кубок Покрови, проводяться різного роду змагання з перетягування канату, підняття гирі та інші богатирські ігри. Проводиться кулінарний конкурс, активну підтримку в організації заходів Покровських зустрічей у селі здійснює Кременчуцька молодіжна організація і депутат Кременчуцької міськради.
За останні 3-4 роки в селі було проведено реставрацію місцевої окраси села — Покровської церкви, було відремонтовано купол, пофарбовано приміщення, оновлено меблі, побудовано доріжку до храму.
В 2016 році, на базі сільради КП «Покровське», яке очолює Саник О. М. та голова села Якименко В. В., було організовано та розпочато ремонт дорожнього покриття по вулиці Ковалівській, хоча станом на 2019 рік, його так і не було завершено, перекрито приміщення місцевого приміщення Будинку культури. Комунальне підприємство організувало гараж для агротехніки підприємства в приміщенні колишньої (закинутої) котельні клубу. Молодь активно залучається до роботи в селі, зокрема бухгалтером КП стала Ясінко Яна Юріївна — випускниця місцевої школи, студентка київського вишу (КДАВТ ім. Сагайдачного).
Приміщення колишньої контори було орендовано Прилуцьким козацьким полком і в селі було утворено його філію. Тепер село активно намагається відродити славу землеробського народу. Влітку, у Будинку культури, організовується проведення дискотек для молоді — за участю підтримки організаторів з м. Прилук.
Але у 2019 році припинила своє існування Антонівська ЗОШ, тобто село продовжує вимирати.
У 2020 році Антонівка стає частиною Варвинської селищної громади. Утворено Антонівський старостинський округ, до якого ввійшло і село Макіївка. Старостою було призначено Макієнка Анатолія Петровича.
Під час епідемії covid-19 у 2020-2023рр. в селі відбулось декілька хвиль захворюваності. 4 особи стали жертвами епідемії. 
У 2021 році було виконано багато роботи з благоустрою. Було очищено вулиці від чагарників. Облаштовано місця для відпочинку. В центрі, біля церкви було встановлено фото зону "Я люблю Антонівку". Облаштовано клумби. Проведено зовнішнє покращення вигляду Будинку культури.
А 23 серпня 2021 року з нагоди 465-річчя села було проведено масове гуляння — День села.
До повномасштабного вторгнення 2022 року Антонівка стала на шлях відродження.
У жовтні 2023 року в приміщенні Антонівського ЗЗСО засновано музей історії та побуту Антонівки. 

### Лікарня
До 1910 р. у селі Антонівці лікарні не було. Лікар у село приїжджав з Нової Греблі, коли мав час і бажання. Напередодні населення оповіщали про приїзд лікаря, хворі задовго займали чергу, щоб встигнути потрапити на прийом. Огляд був платним, а ліки придбати було ніде. Ситуація поліпшилась, коли в 1910 році земство заходилось будувати власним коштом лікарню, яка почала діяти в 1910 році. Першим лікарем до революції і після неї був — Ляшкевич Михайло, а фельдшерами — Радченко Степан та Цегельський Никифор (з Усівки). Лікарня розташувалася в трьох добротних приміщеннях, розрахованих на 35 ліжок, послуги були безкоштовними.
В радянські часи незаслужено було забуто ще одного чудового лікаря — Дамаскіна. Його в селі вважали куркулем, хоча землі він мав небагато. Дамаскін був високоосвіченою людиною, мав гарну бібліотеку. Лікував пацієнтів майже безкоштовно, ніколи не вимагав оплатити огляд, якщо людина була бідна. Саме він, як член земства, був ініціатором створення в Антонівці земської лікарні. Власним коштом збудував приміщення аптеки, у якому передбачалась і квартира для аптекаря. Красивий дерев'яний будинок Дамаскіна стояв на горі над селом, пізніше його було віддано під квартири для вчителів. Після революції, Дамаскін виїхав спочатку в Пирятин, де він трохи практикував, потім — у Москву, де за спогадами, він «лікував великих людей у ЦК». Щороку влітку, Дамаскін приїжджав у Пирятин на відпочинок, але нікому не відмовляв у допомозі. Атонівчани пішки ходили до нього на огляд, і він, дізнавшись, що це земляки, приймав їх без черги і ніколи не брав плату. Аптека і донині знаходиться в будинку, збудованому меценатом, а житловий будинок, на жаль, не зберігся.
Розквіт Антонівської лікарні припадає на 50 — 60-ті роки, — час, коли головним лікарем був Мозговий Сава Васильович (Фізіо — терапевт). Це був прекрасний організатор колективу, знаючий лікар, вимогливий до своїх працівників, доброзичливий і чуйний до пацієнтів. Він зумів перетворити невелику сільську дільничну лікарню — в зразковий лікувальний заклад з висококваліфікованим медперсоналом, найкращими на той час послугами. Адже в лікарні працювали: зубний кабінет, лікар — Луценко Григорій Васильович, гінекологічний, фізкабінет, пологове, терапевтичне відділення, лабораторія. У 50-ті роки було збудовано водолікувальне відділення, тубкабінет на 15 ліжок для хворих з відкритою формою туберкульозу. У 60-ті роки було збудоване приміщення амбулаторії. Антонівська дільнична лікарня була зразковою в Чернігівській області, а на її базі проводились навіть республіканські семінари.
Лікарня обслуговувала три села: Антонівку, Макіївку та Богдани. При лікарні була конюшня з парою коней, на яких добиралися до хворих. Персонал обробляв земельну ділянку, забезпечував хворих свіжими овочами. На лікарняному подвір'ї був посаджений фруктовий сад, стояла водонапірна башта.
У 1963 році у лікарні працювала 41 особа, з них з вищою освітою — 1, з середньою — 17 осіб, обслуговчого персоналу — 23 особи. А взагалі, у ці роки працювали лікарі — Черненко Михайло Васильович (терапевт), Мироненко Микола Степанович (хірург), Сова Микола Андрійович, Софія Максимівна (педіатр), Ніколенко (терапевт), Лободовський Олександр Іванович, акушерки — Коваленко Марія Петрівна, Калюжна Ганна Семенівна, лаборант — Маруга Ольга Іванівна, медсестри — Кисленко Наталія Степанівна, Бажан Оксана Прокопівна, Діденко Уляна Дмитрівна, Костенко Марія Сергіївна, старша медсестра — Костенко Раїса Андріївна.
У 70-80 роки, разом із занепадом села, починає згасати і лікарня: закриваються водолікувальне, пологове відділення, тубкабінет, зменшується кількість лікарів, персоналу. В цей час працюють лікарі — Чистик Віталій Павлович, Хвост Валентина Євгеніївна, Ждан Алла Григорівна, медсестри — Михайленко Віра Михайлівна, Лінива Віра Павлівна, Калюжна Ганна Семенівна, Трохимець Надія Федотівна.
У 1999 році, керівництво району вирішило закрити в Антонівці лікувальний заклад, як безперспективний. Спроба у 2003 році вдихнути в лікарню нове життя, відкривши притулок для людей похилого віку теж була марною: невдовзі притулок було закрито за браком коштів та пацієнтів. Нині в селі діє тільки ФАП, у якому працює фельдшер — Михайленко Н. Ф. 
З 2024 року фельдшером працює Шарко О.В.

### Пошта
У волосному с. Антонівка, до 1917 року, була кінна станція. Один раз на тиждень листоноша з повіту привозив у волость пошту, звідти виконавець, що працював при волості, розносив пошту по селу.
В 1910 році, завдяки старанням відомого мецената Дамаскіна, у селі було відкрито пошту в будинку, спеціально збудованому ним. Першим начальником пошти був — Волік Михайло Іванович. Газет на село виписували лише три: дві — вчителі і одну — священник Болгарський.
Після революції, пошта була при волості, а потім при сільській раді — до 1925 року. Начальником пошти був Рубін Михайло Борисович, листоношею — Дідик Григорій Федорович. Пошта обслуговувала села: Антонівку, Макіївку, Кулишівку, Усівку і Журавку. Населення вже виписувало 50 екземплярів газет і 10 журналів.
В 1927 році, пошта знаходилась в хаті жителя села Антонівки Тарасенка Сергія Григоровича, він же був і начальником пошти. У 1928 році пошту перенесли в будинок біля базару, начальником був той же самий Тарасенко С. Г (до 1941 року). Під час німецької окупації пошту не закрили, вона працювала у звичному режимі.
Станом на 1963 рік, Антонівське поштове відділення обслуговувало два села: Антонівку і Макіївку, мало 1024 підписники, які виписували 124 екземпляри газет і журналів. Окремо Антонівка мала 816 чоловік, що виписували 816 екземплярів газет і 199 журналів. Штатних працівників було 5 осіб: один начальник поштового відділення та чотири колгоспних листоноші. Довгий час начальником поштового відділення була Коваленко Катерина Степанівна.
Ощадкаси в селі не було до 1928 року. Хто з селян мав грошові збереження, возили їх у банківські установи міста Пирятин або Прилуки. У 1928 році при поштовому відділенні було утворено Ощадкасу, яка на 01.01.1963 року мала 740 вкладників, а сума вкладів становила 188 000 крб. Обслуговувала Ощадкасу одна особа.
Зі зменшенням населення втрачала своїх клієнтів і пошта. У важкі 1990-ті роки, ощадкасу було закрито, а кількість підписників преси — значно зменшилась. На 2005 рік, на пошті залишились три працівники: начальник пошти — Демченко Ольга Олексіївна, листоноші — Омеляненко Наталія Петрівна та Громова Олена Василівна. Щоб втриматися на плаву, працівники пошти змушені були розширити перелік послуг населенню, а в сумках листонош тепер здебільшого не преса, як товари широкого вжитку, які вони пропонують людям купити при отриманні пошти або пенсійних виплат.
У 2018 році укрпошту закрито, з того часу діє пересувне відділення, яке працює по суботам. А з 2025р.- по четвергам. 
У 2024 р. в Антонівці відкрито пункт "Нової Пошти"
Повномасштабне вторгнення (2022)
З першого дня повномасштабного вторгнення антонівчанин Геннадій Гузьома (1971-2022) разом з іншими односельчанами став до оборони Чернігівської області. 2 березня 2022 Геннадій Миколайович Гузьома загинув смертю хоробрих, нагороджений орденом «За мужність».
21 липня 2024р. перебуваючи у відпустці вдома помер боєць Національної Гвардії України Володимир Іванович Дербак (1972-2024). 
У серпні 2024 року була встановлена алея героїв, на підйомі у центрі села, де було увіковічнено імена героїв: Генадія Гузьоми, Володимира Дербака та Дмитра Бажана (2001-2021), захисника України, який трагічно загинув у травні 2021 року.
20 червня 2025 року захищаючи Україну на Харківщині загинув антонівчанин Юрій Іванович Іванов (2003-2025), церемонія поховання відбулась 2 липня 2025 року. Його ім'я також було увіковічнено на алеї героїв у центрі села.

## Населення
У 1922 році населення Антонівки становило 4257 осіб.
Згідно з переписом УРСР 1989 року, чисельність наявного населення села становила 1014 осіб, з яких 407 чоловіків та 607 жінок.
За переписом населення України 2001 року, в селі мешкало 746 осіб.

### Мова
Розподіл населення за рідною мовою за даними перепису 2001 року:
| Мова       | Відсоток |
| ---------- | -------- |
| українська | 97,39 %  |
| російська  | 2,48 %   |
| білоруська | 0,13 %   |

## Покровський храм

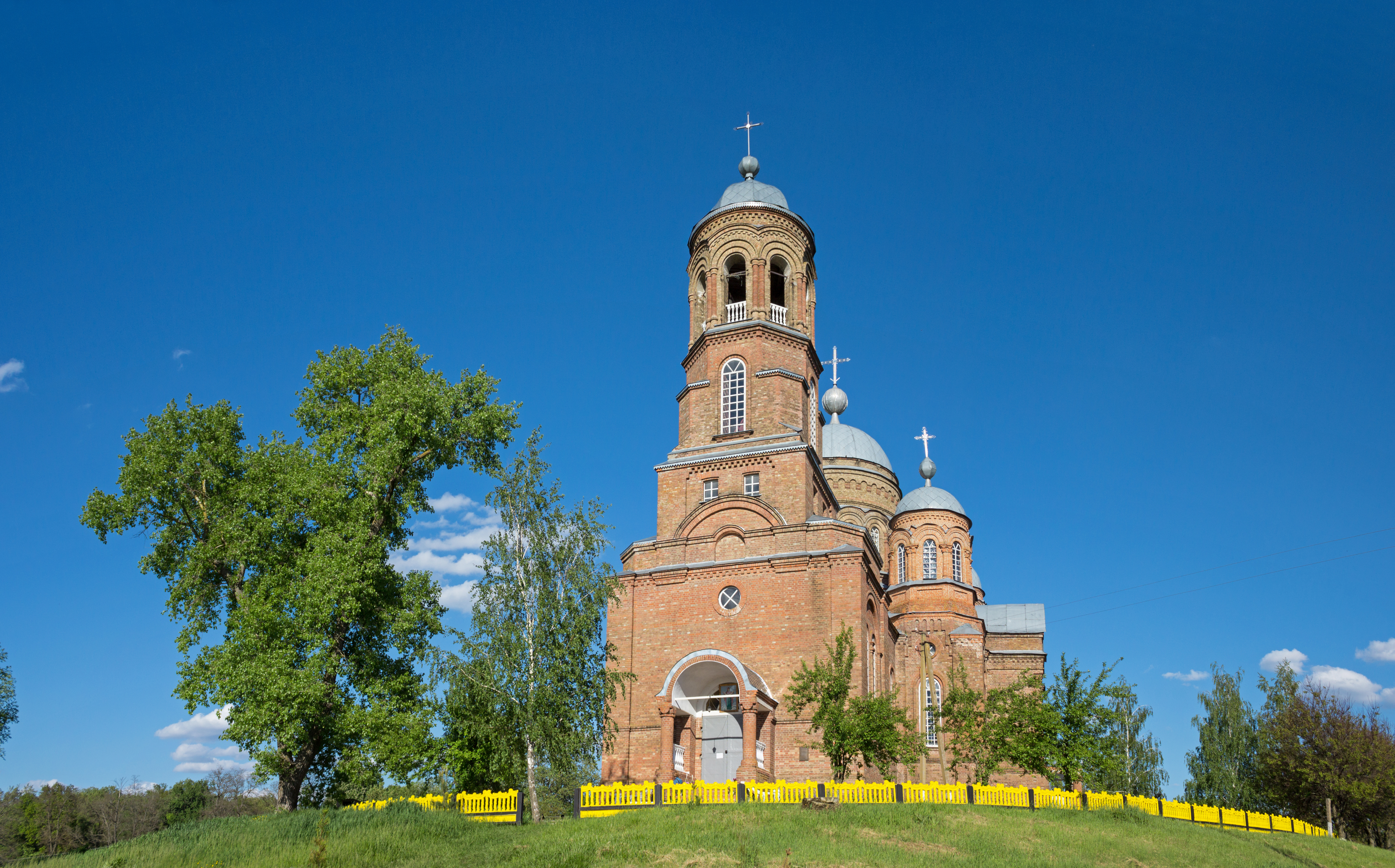
Покровська церква в Антонівці

Покровська церква в Антонівці- українська Пам'ятка архітектури ХІХ століття.
Історія Будівництва
До початку будівництва нової церкви в Антонівці була дерев'яна церква 1775 року, яка стояла в центрі села (тепер на її місці стоїть водонапірна башня), але для такого великого села вона виявилася замалою, тому з'явилася ідея побудувати новий храм — замовили план у Чернігівського архітектора, за таким самим планом була побудована ще одна церква в Одеській області. Розпочалося будівництво в 1889 році. За спогадами, воно було настільки масштабним, що тривало аж 23 роки. Старожили згадували, що її будівництво було не по кишені деяким селянам, в результаті близько 500 сімей (жителів було 5 тис.) виїхали із села, бо не витримали такого тяжкого податку. І ось у 1912 році вона нарешті була добудована. І 14 жовтня 1914 року у велике свято для козацького народу — Свято Покрови — храм було освячено.
Радянський час
І з приходом більшовиків храм було закрито і винесено все церковне начиння. Було вирішено розібрати церкву на цеглу для сільського будинку культури. Але їм це не вдалося, адже кладка виявилася настільки міцною що лише за допомоги техніки їм вдалося розібрати два куполи. Після цього було вирішено організувати в приміщенні церкви зерносклад колгоспу.
За часів Німецької окупації церква діяла, і там проводилися нечисленні служби. На диво, діяла і в післявоєнний час, і лише у 1960 році храм було остаточно закрито. Нове життя церква отримала у 1993 році. Тоді розпочалася її реставрація.
Загальні Відомості
Церква побудована в неовізантійському стилі, унікальність храму полягає в тому, що вся його громадина тримається виключно на арках, без жодної колони. Загальна площа храму — 3 600 м². Церква чотирьохдільна, тобто збудована хрестом, і має чотири сторони. Ще одна унікальність храму в тому, що він може вмістити в собі 4 тис. вірян: це одна з найбільших сільських церков в України. А ще вона має підземні ходи, котрі розходяться в різні сторони села —  нині вони занедбані, ніхто не знає, що в них знаходиться.
Сьогодення
Нині у храмі служить отець Анатолій з м. Прилуки. Відбуваються постійні служби. Така красива і велична церква, на жаль, залишається невідома серед широких кіл туристів, вона не внесена до жодного туристичного маршруту.
У січні 2019 року український телеканал «Україна» відзняв сюжет про храм для проєкту «Україна Інкогніта».
Церква стає все більш відомою. Її відвідує багато різних діячів культури України, поціновувачів архітектури, поціновувачів Неовізантійського стилю.

## Куточки села
Антонівка досить велике за розмірами село тому Антонівчани розділяють його на 5 куточків, з гарними історичними назвами:
1. Ковалівка — найбільший за населенням куток. Складається з однієї довгої основної вулиці (Ковалівська), вулиці Братів Педоричів та декількох провулків По основній вулиці асфальтова дорога. По закінченню вулиці йде ґрунтова дорога до с. Журавка.
2. Мелашівка — складається з 4 вулиць (Шкільна, Млинівська, Мелашівська, Ставкова). Дороги ґрунтові. На цьому кутку розташований сільський цвинтар, а також ферма. Від ферми пролягає ґрунтова дорога до с. Богдани.
3. Сади — нині найменш заселений куток. Розташований між Антонівським гідрологічним заказником та ботанічним заказником Кулишеві луги. Складається з однієї довгої основної вулиці (Садова). Та прилягаючої вулиці Зарічної. А також невеликих провулків. Дороги ґрунтові. Через кулишеві луги проходить дорога до с. Усівка.
4. Примовка — складається з 3 довгих вулиць (Травнева, Берегова, Братів Васильченків), а також численних провулків деякі з них з'єднується з провулками сусідніх Березняків. Найбільший за розміром куток.
5. Березняки — складається з основної  вулиці (Березняківської), вулиць Шевченка і Ставової також численних провулків. Дорога асфальтова. Куток є в'їзним від с. Макіївка. З'єднується з Примовкою і Ковалівкою.

## Природні зони
Село Антонівка дуже багате на природні зони, серед них:
- Кулишеві луги (Сади) — площа 174 га. Статус присвоєно згідно з рішенням Чернігівської обласної ради від 30.07.2010 року.

Статус присвоєно для збереження лісового масиву з насадженнями вільхи і дуба. Вільха зростає у західній частині масиву, в межах лівобережної заплави річки Удай; дуб займає східну (підвищену) частину масив
- Антонівський гідрологічний заказник (Сади, Примовка). Площа — 704 га, заснований у 1979 році. Створений для збереження природних лук колишньої річки Субота, переважають тут Вільхи, верби, берези, сосни.

- Русло колишньої річки Субота (Мелашівка) На місці русла є два ставки. Тут переважно ростуть: груші звичайні, яблуні лісові, сосни, акації, верби, вільхи, берези.

- Урочище «Середине» (разом з іншими сусідніми урочищами, лісами, ярами) (Ковалівка) - Дане урочище є руслом колишньої річки Середа. Рослинність тут дуже різноманітна. В основному це: верби, берези, осики, дуби, акації та інші.

- Колишня річка Середа (Ковалівка, Березняки, Примовка) є болотистою місцевістю майже без води, рослинність: вільхи, верби. Переважно заросла очеретом та рогізом. Біля річки був вигін на Ковалівці, оскільки він не був внесений до жодних заповідних територій його розорали та перетворили на поле.

- Деякі штучні насадження Акації (На Ковалівці, Мелашівці та в Садах), Берези (Мелашівка).

## Особистості
- Кольцова Надія Тимофіївна — українська поетеса, автор текстів пісень, журналістка, член Національної Спілки Журналістів, краєзнавець, активний громадський та культурний діяч.
- Тарновський Василь Васильович (старший) — український етнограф, історик права, громадський діяч.
- Тарновський Василь Васильович (молодший) — український громадський і культурний діяч, аматор української старовини, меценат.
- Тарновська Софія Василівна— донька Василя Тарновського (старшого), підприємниця, зображена на картині Іллі Рєпіна "У рояля".
- Тарновська Надія Василівна— кохання Тараса Шевченка, якій поет присвятив твір "Великомученице кумо!".
- Шолом Пелагія Євдокимівна — депутат Верховної ради СРСР 1 скликання, українська радянська діячка.
- Нічик Валерія Михайлівна — український історик філософії та релігії, доктор філософських наук, лауреат премії НАНУ ім.Д.Чижевського. Заслужений діяч науки і техніки України.
- Волік Марія Олександрівна — українська народна майстриня
- Котова Лідія Дмитрівна— радянська та українська дипломаткиня.

Пов'язані з Антонівкою
Хіміч Андрій Іванович— випускник Антонівської школи, український спортсмен.
Тканко Олександр Васильович— випускник Антонівської школи, герой СРСР.
Соболевська Яна Володимирівна — українська акторка театру та кіно. Батько- антонівчанин.

## Культура
Антонівка— багата на самобутню автентичну культуру.Традиції, обряди,страви, пісні, місцева говірка все це є єдиною культурою Антонівки—села, що славиться своїми славними козаками, голосистими співаками, видатними меценатами і культурними діячами. Антонівка- колиска роду Тарновських- одного з фундаторів української культури ХІХ століття. Батьківщина видатних педагогів, вчених, поетів, музикантів, народних майстрів, майстрів сільського господарства.
Місцева Говірка
Цікавістю Антонівської говірки, одною з її характерних рис є використання літери "и", у випадках, де в літературній мові використовується літера "і".
До прикладу:Кинь(Кінь), Стил (Стіл), Криль(Кріль), Силь,в р.в.- соли (Сіль), Пил (піл, в значенні дерев'яне ліжко), пич (піч).
Цікаві форми звичних слів
Так- такички, тут- тутички, там- тамички, отак- отакички.
("Берем отакички проволочку, і вмокаємо у виск" (З прямої мови Марії Волік, народної майстрині)) 
Також звичні для лівобережжя форми "хв" замість ф, пом'якшення літери "Л".  Величезна кількість діалектизмів. Колоритні вигуки (еге, ич)
Музика
Місцеві хори в Антонівці існували здавна, зокрема церковні. Проте про ансамблі народної пісні відомо лише з 1920-хх років, перша згадка датується 1925 роком, того року було засновано Будинок Культури, і виникли декілька гуртків, зокрема і пісенний.  
У 1960-х роках виникає повноцінний хор "Ланка", який діяв до кінця 1990-х. Учасник багатьох фестивалів, ярмарок, конкурсів. Щорічні учасники Республіканських музичних конкурсів. У 1992 хор виступав для української діаспори в Канаді. 
2000 року на основі маленьких ансамблів (та хору "Ланка" який припинив  діяльність у 1998 році) діє Ансамбль "Антонівчанка" з незмінним керівником- Надією Волік. Має статус народного. Неодноразові учасники і переможці телевізійної програми "фольк music", різних всеукраїнських та міжнародних конкурсів і фестивалів. 
Ансамбль зберіг нематеріальну спадщину у вигляді пісень різних жанрів, які виникли виключно на території Антонівки. 
Музеї побуту та історії
Надія Волік, директорка Будинку Культури, та художній керівник Василина Євтушенко у 2014 році заснували в закладі музей історії та побуту Антонівки. В цьому музеї збережено велику кількість безцінних матеріальних пам'яток.
Згодом, у 2023 році у приміщенні Антонівського ЗЗСО(не працював з 2019 року) було засновано ще один музей історії та побуту Антонівки (Директор - О.П.Мартиненко). Також в цьому музеї було відкрито фото-виставку "Історія Антонівки у світлинах" (за сприяння інтернет- спільноти "Типова Антонівка").
"Типова Антонівка"
Краєзнавча спільнота в фейсбук, інстаграм, телеграм, ютуб. Спільнота має характер організації. Організацією пророблено велику роботу в області вивчення історії, культури, антонівчан, збирання альбому світлин з історії Антонівки (збір ведеться з 2021 року, за цей період було зібрано понад 150 історичних фото). 
Місцеві діячі культури
Надія Кольцова- авторка численних поетичних збірок, одна з редакторів газети Отчий Поріг Чернігівського земляцтва. Активна краєзнавиця Антонівки. На сторінках вищезгаданої газети публікує власні поетичні надбання.
Тетяна Стеценко- відома культурна діячка Варвинської громади. Авторка декількох поетичних збірок. Учасниця ансамблю "Антонівчанка", у 1982-2019рр. вчителька Антонівської школи, директорка (у 2014-2016)
Галина Ярмак- місцева письменниця, авторка декількох поетичних збірок, а також авторка численних статей в різних виданнях.
Надія Волік- керівниця ансамблю "Антонівчанка", краєзнавиця.
Марія Волік- народна майстриня, авторка самобутньої техніки виготовлення воскового вінку. Майстриня з вишивання і ткацтва.  
Параска Таран- носійка нематеріальної культурної спадщини. Учасниця хору "Ланка", ансамлю "Обереги", ансамблю "Антонівчанка". Зберегла, та передала майбутнім поколінням незліченну кількість пісень своїх предків.
Галина Жежела- місцева сучасна поетеса, педагогиня.
Лідія Роговська- краєзнавиця, історикиня.